# Alexandre, o Polímata
Lúcio Cornélio Alexandre Polímata (em grego clássico: Ἀλέξανδρος ὁ Πολυΐστωρ) floresceu na primeira metade do século I a.C.; também chamado Alexandre de Mileto) foi um estudioso grego escravizado pelos romanos durante as Guerras Mitridáticas e levado para Roma como tutor. Após sua libertação, ele continuou a viver na Itália como cidadão romano. Era tão produtivo como escritor que ganhou o sobrenome Polímata (muito erudito). A maioria de seus escritos está perdida, mas os fragmentos que restaram lançam uma luz valiosa sobre assuntos antiquários e do Mediterrâneo oriental. Entre suas obras estavam relatos históricos e geográficos de quase todos os países do mundo antigo e o livro Sobre os Judeus (em grego clássico: Περὶ Ἰουδαίων), que extraía trechos de muitas obras que, de outra forma, poderiam ser desconhecidas.

## Biografia
A Suda é a principal fonte de informação sobre a vida de Alexandre. Ele nasceu em Mileto, na Ásia Menor, entre 110 e 105 a.C., educado por Crates de Mallus em Pérgamo, antes de ser capturado nas Guerras Mitridáticas e levado para Roma como escravo. Ele era propriedade de Cornélio Lentulo e tornou-se seu tutor. Alexandre foi posteriormente liberto e recebeu a cidadania romana por Sula em 81 a.C. Ele ensinou Higino e, conforme a Suda, escreveu livros “inúmeros”. Em algum momento após 40 a.C., ele morreu em um incêndio em Laurento.

## Obras
A Suda, do século X, não faz nenhuma tentativa de listar suas obras, afirmando que ele compôs livros “inúmeros”.
O tratado mais importante de Alexandre consistia em quarenta e dois livros de relatos históricos e geográficos de quase todos os países do mundo antigo. Entre eles estavam cinco livros sobre Roma, a Aigyptiaca (pelo menos três livros), sobre a Bitínia, sobre o Mar Euxino, sobre a Ilíria, Indica e uma História Caldeia. Outra obra notável é sobre os judeus: ela reproduz em paráfrase trechos relevantes de escritores judeus, dos quais nada mais se saberia (veja abaixo). Como filósofo, Alexandre escreveu Sucessões de Filósofos, mencionado várias vezes por Diógenes Laércio em suas Vidas e Opiniões de Filósofos Eminentes. Nenhuma das obras de Alexandre sobreviveu como tal: somente citações e paráfrases podem ser encontradas, principalmente nas obras de Diógenes Laércio. Eusébio de Cesareia extraiu uma grande parte em sua Crônica Caldeia.
Um dos alunos de Alexandre foi Gaio Júlio Higino, autor latino, estudioso e amigo de Ovídio, nomeado por Augusto para ser superintendente da biblioteca Palatina. Pelo que Laércio descreve ou parafraseia em sua obra, Alexandre registrou vários pensamentos sobre contradições, destino, vida, alma e suas partes, figuras perfeitas e diferentes curiosidades, como o conselho de não comer feijão.

### Sobre os Judeus
Louis Ginzberg escreveu sobre o trabalho de Alexandre quase 2000 anos depois: “Embora esses trechos revelem que seu autor não passa de um compilador sem bom gosto ou discernimento, e desprovido de qualquer habilidade literária, eles possuem, mesmo em sua escassez, um certo valor”. Em sua compilação, fontes judaicas e não judaicas são citadas indiscriminadamente lado a lado; e, portanto, o mundo é grato a Alexandre pelas informações sobre a mais antiga elaboração judaica, helênica e samaritana da história bíblica em prosa ou poesia. O poeta épico Filo, o escritor trágico Ezequiel, o historiador Eupolemo, o cronista Demétrio, o chamado Artapano, o historiador Aristeas e Teodoto, o samaritano, bem como um compatriota anônimo deste último, frequentemente confundido com Eupolemus, o retórico Apolônio Mólon (um escritor antijudaico) — todos esses autores são conhecidos pela posteridade somente por meio de trechos de suas obras que Alexandre incorporou literalmente na sua. De algum interesse para a história antiga dos judeus é o seu relato sobre a Assíria-Babilônia, frequentemente utilizado por autores judeus e cristãos; nele são apresentados trechos, especialmente de Beroso, e também das Crônicas de Apolodoro e do Terceiro Livro dos Sibilinos. Flávio Josefo recorreu à obra, assim como Eusébio, em suas Crônicas. Provavelmente, somente o relato de Alexandre sobre o Dilúvio foi tirado de Beroso, o que é confirmado pelas mais recentes descobertas assírias, enquanto seu relato sobre a Confusão das Línguas é provavelmente de origem helênico-judaica. Outra obra sua parece ter contido informações consideráveis sobre os judeus. O que Eusébio cita parece ter sido tirado dessa obra, que não existe mais, exceto indiretamente por Josefo. Pode-se notar que Alexandre menciona duas vezes a Bíblia, que, no entanto, ele conhecia somente superficialmente, como parece em sua curiosa afirmação de que a Lei dos Judeus foi dada a eles por uma mulher chamada Moso, e que a Judeia recebeu seu nome de Judá e Idumeia, filhos de Semíramis.
O texto dos fragmentos preservados está em péssimo estado, devido à comparação insuficiente dos manuscritos. É difícil dizer quanto do original Alexandre omitiu, tendo em vista o estado corrompido do texto de Eusébio, onde se encontram a maioria de seus fragmentos. Abideno — o editor cristão das obras de Alexandre — evidentemente tinha diante de si um texto diferente daquele que Eusébio possuía.
O texto dos fragmentos Περὶ Ἰουδαίων pode ser encontrado em Eusébio, Praeparatio evangelica, ix. 17; Clemente de Alexandria, Stromata i. 21, 130, e Karl Wilhelm Ludwig Müller, Fragmenta Historicorum Graecorum, iii. 211–230; trechos em prosa, a partir de uma nova comparação dos manuscritos, em Freudenthal, “Alexander Polyhistor”, pp. 219–236.